# Кунеллис, Яннис
Яннис Кунеллис (греч. Γιάννης Κουνέλλης / итал. Jannis Kounellis; 23 марта 1936, Пирей, Греция — 16 февраля 2017,  Рим, Италия) — итальянский художник греческого происхождения, один из создателей и главных представителей арте повера.

## Биография
Родился и вырос в Греции, с 1956 года жил и работал в Риме. Специальное образование получил в Римской академии изящных искусств. Начинал с «обедненной» черно-белой живописи, но вскоре перешел к синтезу живописи, объекта и перформанса.
Первая персональная выставка Кунеллиса состоялась, когда он был ещё студентом. Озаглавленная «L’alfabeto di Kounellis», она прошла в Galleria la Tartaruga в Риме в 1960 году. С тех пор Кунеллис постоянно выставлялся в галереях и музеях всего мира. Во второй половине 1990-х годов — профессор Дюссельдорфской художественной академии. В пространство современного мирового искусства Яннис Кунеллис вошел во второй половине 1960-х годов как один из создателей и главных представителей арте повера.

## Творчество
Создавал свои инсталляции из дерева, грубой шерсти, веревок, тряпок, мяса, угля, жести и огня, иногда включая в них живых зверей и птиц. Грубый материал выражал для него саму ткань природного бытия, а его инсталляции напоминали лабиринты, преображавшие и выставочное пространство, и зрительский опыт.
C 1958 по 1960 годах создавал живописную серию «Алфавиты», используя буквы, цифры, типографские символы и дорожную разметку. Эти работы экспонировались на первой персональной выставке художника «L’alfabeto di Kounellis», во время которой Кунеллис пел числа и цифры, изображенные на холстах, превратив шоу в перформанс. Как и большинство представителей послевоенного итальянского искусства, Кунеллис считал, что традиционная живопись была связана с репрессивным политическим прошлым. Поэтому он оставил живопись, чтобы найти новые подходы, не связанные с применением традиционных материалов. Используя такие материалы как уголь, железо, камни, мешки, веревки, и обломки деревьев, Яннис Кунеллис, как и другие участники арте повера, создавал вид антикоммерческого и антиформального искусства с сильным художественным и социальным критическим подтекстом. В 1967 году принял участие в ставшей исторической групповой выставке «Arte Povera e IM Spazio», которая состоялась в Генуе в галерее La Bertesca.
Железо, уголь и мешки — среди любимых материалов мастера. Художник любит работать с поверхностью в качестве отправной точки, будь это бумага, стена, пол или огромные плиты, покрытые железом. Начал использовать живых животных в своем искусстве в конце 1960-х. Одна из его наиболее известных работ включала лошадей, выставленных в галерее L’Attico в Риме в 1969 году. Люди также начали появляться в его произведениях, добавляя перформативность к его инсталляциям.
В 1970-е—1980-е годы использовал в своих инсталляциях пламя газовых горелок и следы копоти от огня на стенах выставочных залов и прочих поверхностях. Он также расширил репертуар используемых средств за счет дыма, стеллажей, тележек, заблокированных отверстий, зерен кофе, а также других предметов, связанных с коммерцией, транспортом, экономикой. В 1975 году Кунеллис начал использовать слепки классической скульптуры.
Первая персональная выставка в России состоялась в 1991 году в Центральном доме художника. В 2011 году в рамках IV Московской биеннале художник представил свою инсталляцию S.T. Сама работа представляла собой множество лежащих на полу пальто и коляску на рельсах в середине. В 2013 году выступил в качестве художника-постановщика в опере Дмитрия Курляндского «Носферату» (Пермский театр оперы и балета).
В последние годы вернулся к занятиям живописью.

## Персональные выставки (1982—2008)
| - 2008 — Galerie Lelong, Цюрих - 2007 — Neue Nationalgalerie, Берлин - 2007 — Sprovieri, Лондон - 2007 — Galerie Lelong, Париж - 2007 — obra reciente, Galería GACMA, Малага - 2006 — Cheim & Read, Нью-Йорк - 2006 — Kunstmuseum Liechtenstein, Вадуц - 2006 — Mostra personale, Fondazione Arnaldo Pomodoro, Милан - 2006 — Musée d’Art moderne de Saint-Etienne, Сент-Этьенн - 2006 — Museo D’Arte Contemporanea Donna Regina, Неаполь - 2005 — Opus One, Albertina, Вена - 2005 — Galerie Karsten Greve, Милан | - 2005 — Works 1958—2005, Шотландская национальная галерея современного искусства, Эдинбург - 2004 — Modern Art Oxford, Оксфорд - 2004 — Galerie Karsten Greve, Кёльн - 2004 — National Museum of Contemporary Art, Афины - 2004 — Sprovieri, Лондон - 2003 — Opere recenti — Galleria Fumagalli, Бергамо - 2003 — Galerie Lelong, Париж - 2003 — Kunstraum Innsbruck, Инсбрук - 2003 — Works on Paper — Galerie Michael Werner, Кёльн - 2003 — Works on Paper — Michael Werner Gallery, Нью-Йорк - 2003 — Herning Kunstmuseum, Хернинг - 2003 — Installation, Galleri Bo Bjerggaard, Копенгаген | - 2002 — SMAK Stedelijk Museum voor Actuele Kunst, Гент - 2002 — Städel Museum, Франкфурт - 2001 — Centro per l´Arte Contemporanea Luigi Pecci, Прато - 2001 — Museo Nacional de Artes Visuales, Монтевидео - 1998 — Galerie Karsten Greve, Кёльн - 1997 — Die Front, das Denken, der Sturm — Museum Ludwig, Кёльн - 1996 — Galerie Thomas Schulte, Берлин - 1991 — La Stanza Vede — Fundación Antoni Tàpies, Барселона - 1988 — Mary Boone Gallery, Нью-Йорк - 1987 — Монреальский музей современного искусства, Монреаль - 1982 — Whitechapel Art Gallery, Лондон |

## Публичные коллекции
| - Sammlung Essl — Kunsthaus, Клостернойбург - SMAK Stedelijk Museum voor Actuele Kunst, Гент - ARS AEVI Museum of Contemporary Art, Сараево - Art Gallery of Ontario, Торонто - Vancouver Art Gallery, Ванкувер - Museet for Samtidskunst, Роскилле - Kiasma — Museum of Contemporary Art, Хельсинки - CAPC — Musée d’art contemporain, Бордо - FRAC — Nord-Pas de Calais, Дюнкерк - Carré d´art — Musée d´art contemporain de Nîmes, Ним - Centre Pompidou — Musée National d´Art Moderne, Париж - Musée d’Art Moderne et Contemporain (MAMCS), Страсбург - Hamburger Bahnhof, Museum für Gegenwart, Берлин - Kunstmuseum Bonn, Бонн - Kolumba, Кёльн - K21 Kunstsammlung Nordrhein-Westfalen — im Ständehaus, Дюссельдорф - Sammlung Alison & Peter W. Klein, Эбердинген-Нуссдорф - Hamburger Kunsthalle, Гамбург - Центр искусств и медиатехнологий Карлсруэ, Карлсруэ | - Sammlung Goetz, Мюнхен - Museum Brandhorst, Мюнхен - Städtisches Museum Abteiberg, Мёнхенгладбах - Kunsthalle Weishaupt, Ульм - Kunstmuseum Wolfsburg, Вольфсбург - National Museum of Contemporary Art, Афины - Museum für moderne und zeitgenössische Kunst, Больцано - Terrae Motus, Казерта - Museo Sperimentale d`Arte Contemporanea, Л’Акуила - Museo D’Arte Contemporanea Donna Regina, Неаполь - Centro per l´Arte Contemporanea Luigi Pecci, Прато - Collezione Maramotti, Реджо-Эмилия - Zerynthia, Рим - Museo d’Arte Moderna e Contemporanea di Trento e Rovereto, Роверето - Museo d´arte contemporanea Castello di Rivoli, Турин - Galleria Civica d´Arte Moderna e Contemporanea (недоступная ссылка), Турин - Ca´la Ghironda — Museo d´Arte Classica, Moderna e Contemporanea, Цола Предоса - Courtauld Institute of Art, Лондон | - Toyota Municipal Museum of Art, Тойота Аичи - Kunstmuseum Liechtenstein, Вадуц - Netherlands Media Art Institute — Montevideo/Time Based Arts, Амстердам - Stedelijk Museum Amsterdam, Амстердам - Berardo Museum — Collection of Modern and Contemporary Art, Лиссабон - Museu Serralves — Museu de Arte Contemporânea, Порту - Музей Гуггенхайма (недоступная ссылка), Бильбао - Museo Nacional Centro de Arte Reina Sofía, Мадрид - Centro Galego de Arte Contemporánea, Сантьяго-де-Компостела - Hallen für neue Kunst, Шафхаузен - Kunstmuseum Winterthur, Винтертур - Migros Museum für Gegenwartskunst, Цюрих - Tate Liverpool, Ливерпуль - Tate Britain, Лондон - Музей Гуггенхайма, Нью-Йорк - Музей современного искусства, Нью-Йорк - Hirshhorn Museum and Sculpture Garden (недоступная ссылка), Вашингтон |

## Яннис Кунеллис в России
- В 1991 году в Москве в Центральном доме художника состоялась персональная выставка Янниса Кунеллиса[5].
- В 2011 году в Москве в «Шоколадном цехе» «Красного Октября» прошла персональная выставка Янниса Кунеллиса[6].
- В 2013 году Пермский театр оперы и балета выпустит оперу Дмитрия Курляндского «Носферату», где в качестве художника-постановщика выступает Яннис Кунелис.

## Награды и премии
- 1994 — премия Оскара Кокошки.